# Roundhay Garden Scene
Roundhay Garden Scene er verdens ældste bevarede film. Den blev filmet og instrueret af den franske opfinder Louis Le Prince i 1888. Den blev filmet i en have i en forstad til Leeds i England. Skuespillerne i filmen var Louis' søn og svigerforældre. De vandrer rundt i cirkler gennem hele filmen, der kun varer omkring to sekunder. 